# The Nexus
Vous lisez un « bon article » labellisé en 2010.
Pour les articles homonymes, voir Nexus.
Palmarès
WWE Tag Team Championship (3 fois)
The Nexus (The New Nexus à partir de janvier 2011) était un clan de catcheurs heel travaillant à la World Wrestling Entertainment (WWE), une fédération de catch américaine. Formé en juin 2010, le groupe luttait dans la division Raw jusqu'à sa dissolution, en août 2011. Initialement, le clan regroupait les huit participants de la saison 1 de NXT, avant que trois d'entre eux : Daniel Bryan, Darren Young et Michael Tarver ne soient exclus du groupe.
Dans la storyline, les membres du Nexus jouent le rôle des « méchants » (heel). À leurs débuts, ils interfèrent lors des matchs de la division Raw, en prenant pour cible les catcheurs et le personnel de la WWE. Profitant de leur supériorité numérique, ils n'hésitent pas à attaquer violemment toute personne sur leur chemin ; usant de menace et d'intimidation pour parvenir à leurs fins, ils obtiennent des matchs de gala ou des rencontres à enjeux. Leur premier match officiel s'est déroulé le 12 juillet 2010 face à John Cena. Ils participent à l'édition 2010 de SummerSlam, l'un des plus importants pay-per-view de la WWE, face à une équipe composée de catcheurs issus de Raw.
John Cena, neuf fois champion du monde, après avoir été en rivalité pendant plusieurs mois avec Wade Barrett le leader du groupe et ses coéquipiers, est contraint de rejoindre le clan à la suite d'un match à enjeu qu'il perd lors de l'édition 2010 de Hell in a Cell. Il est finalement renvoyé de la WWE (scénaristiquement) et par conséquent exclu du clan, après les Survivor Series où il fit perdre Barrett face au champion de la WWE, Randy Orton. De plus, pour pallier les blessures et les départs des membres cadres, Michael McGillicutty et Husky Harris, deux participants de la saison 2 de NXT, intègrent l'équipe en octobre 2010.
Le clan décroche son premier titre lors de l'édition 2010 de Bragging Rights, lorsque David Otunga et John Cena remportent les championnats par équipe de la WWE face à Cody Rhodes et Drew McIntyre ; ils sont néanmoins obligés de céder le titre le lendemain au profit de leurs partenaires Heath Slater et Justin Gabriel. Wade Barrett, quant à lui, tente de remporter à plusieurs reprises le championnat de la WWE, sans succès.
Par la suite, CM Punk devient le nouveau leader du clan, à la place de Wade Barrett, qui change de division pour SmackDown où il crée un clan rival : The Corre. The New Nexus change alors de cible, délaissant Cena pour Randy Orton, qui parvient à vaincre tous les membres un par un avant d'affronter CM Punk à WrestleMania XXVII. Finalement, les compétitions pour les titres de champion de la WWE pour CM Punk et par équipe pour Otunga et McGillicutty, en plus des blessures des autres membres, entraînent la dissolution du groupe.
Le 31 août 2018, le groupe se reforme partiellement avec PJ Black, Fred Rosser et Tyrone Evans sous le nom de The Nexus Alliance lors du Chikara King of Trios 2018.

## Carrière de l'équipe

### Formation du groupe à la NXT (2010)

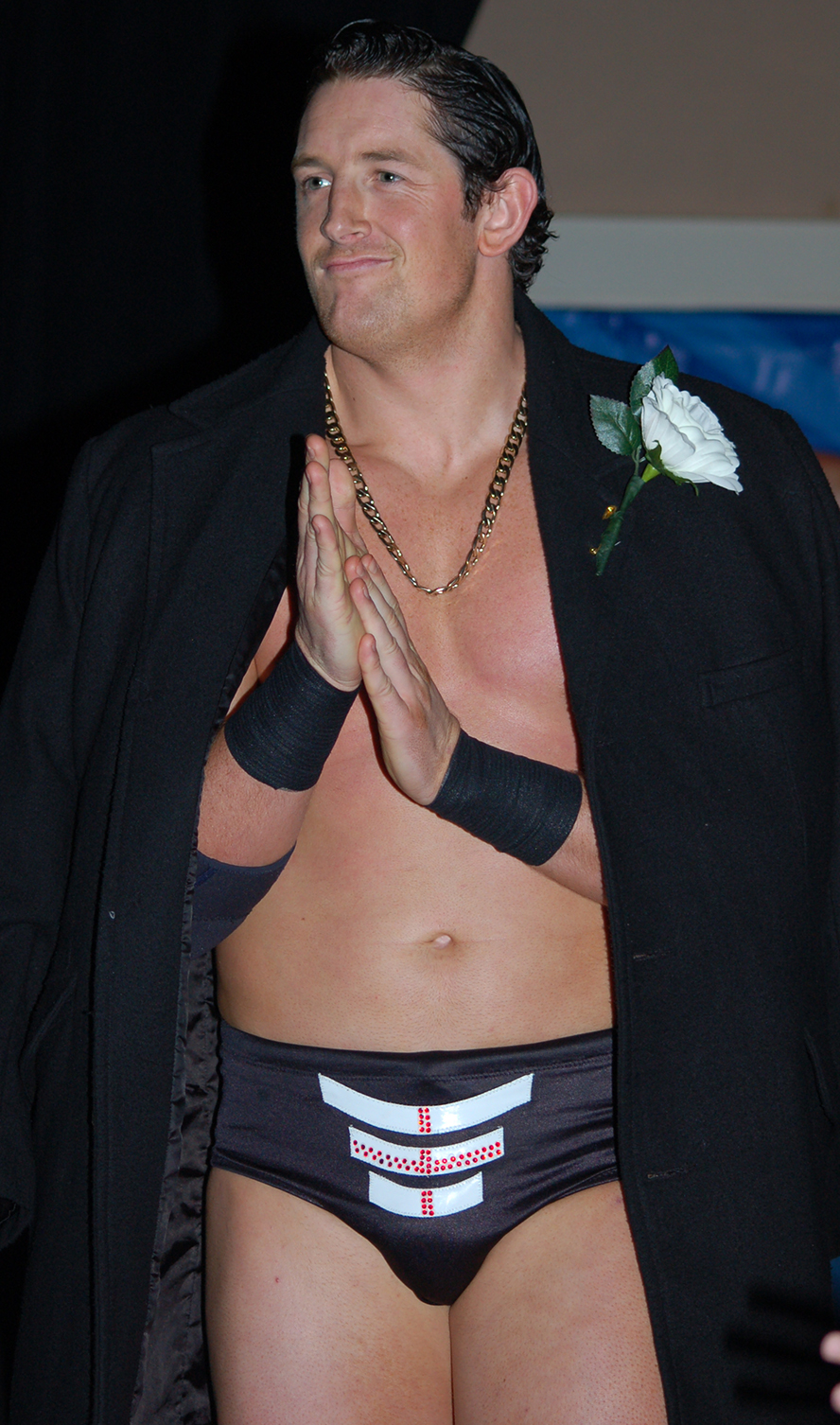
Wade Barrett, vainqueur de la première saison et premier meneur de The Nexus.

La première composition du groupe The Nexus compte tous les participants de la saison 1 de NXT. Il s'agit de huit catcheurs (lutteurs) débutants, luttant à la Florida Championship Wrestling, parrainés par des professionnels,. À la fin de cette compétition, Wade Barrett, catcheur parrainé par Chris Jericho, est déclaré vainqueur avec huit victoires et cinq défaites à son actif. Tandis que Barrett est employé par la WWE, dans la division Raw, avec la possibilité d'obtenir un match de championnat de son choix,, les sept autres participants se retrouvent sans contrat. Cependant, ils font leur réapparition en équipe dès la semaine suivante. Le clan « The Nexus » est alors officiellement formé, leur signe de ralliement étant un brassard avec la lettre « N ».

### Interventions hostiles à la World Wrestling Entertainment (2010)

#### Licenciement de Daniel Bryan

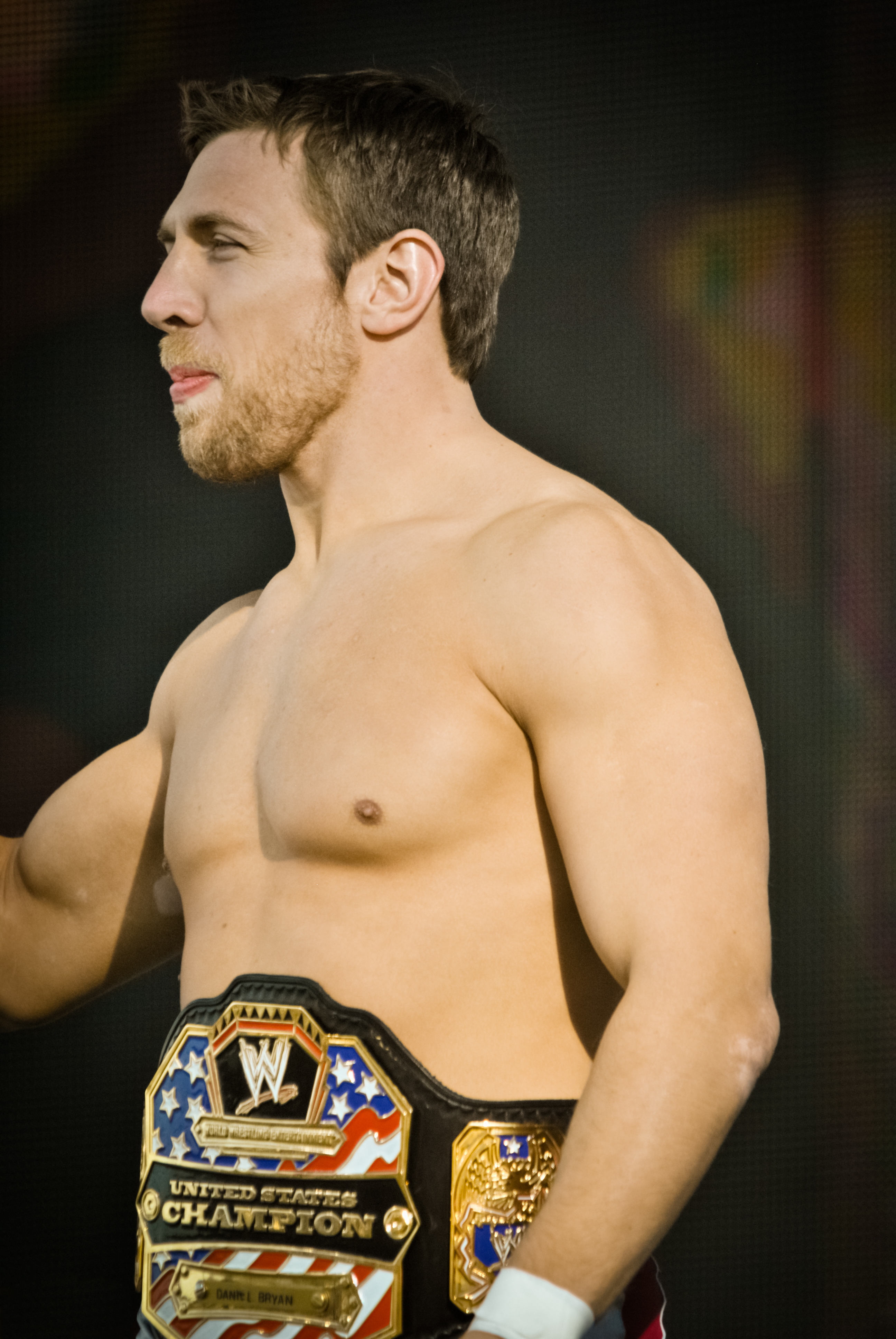
Daniel Bryan en 2010.

Le 7 juin 2010, lors du main event opposant John Cena à CM Punk, Wade Barrett intervient avec ses anciens partenaires. Ils attaquent les lutteurs, les commentateurs et le personnel, puis détruisent le ring,. Pendant cette agression, Daniel Bryan, l'un des huit rookies, étrangle l'annonceur Justin Roberts avec sa propre cravate, puis crache au visage de John Cena. Quatre jours plus tard, la WWE annonce sur son site officiel que Danielson a été licencié,, à la suite de ce geste considéré comme trop violent pour le jeune public,. Son renvoi de la WWE est expliqué par une storyline : Daniel Bryan, pris de remords à la suite de l'attaque, a exprimé son mécontentement envers ses partenaires ; ces derniers l'ont alors exclu du groupe.

#### Tensions avec l'administration de la WWE
Lors de l'édition de Raw du 14 juin 2010, les membres de The Nexus expliquent leur geste. Il s'agit d'une vengeance à l'encontre de la direction de la WWE, qui aurait manqué de considération envers eux. Cette attaque était également l'occasion d'intimider la WWE, afin qu'elle les engage. En réaction à cette attaque punitive, le général manager de Raw, Bret Hart, refuse de leur délivrer les contrats, et licencie Wade Barrett. Cependant, quelques instants plus tard, Hart est attaqué en coulisses. Afin qu'il revienne sur sa décision, les catcheurs l'obligent à monter à l'arrière d'une limousine ; l'un des membres du Nexus la conduit et l'encastre dans les autres véhicules du parking,.
Lors du pay-per-view Fatal 4-Way, The Nexus intervient une nouvelle fois, pendant le match de championnat pour le WWE Championship, et attaque les participants, c'est-à-dire le champion en titre John Cena, Randy Orton, Edge et Sheamus. Ce dernier, profitant de la confusion régnant sur le ring, réalise le tombé victorieux sur Cena, avant d'être poursuivi par les rookies.

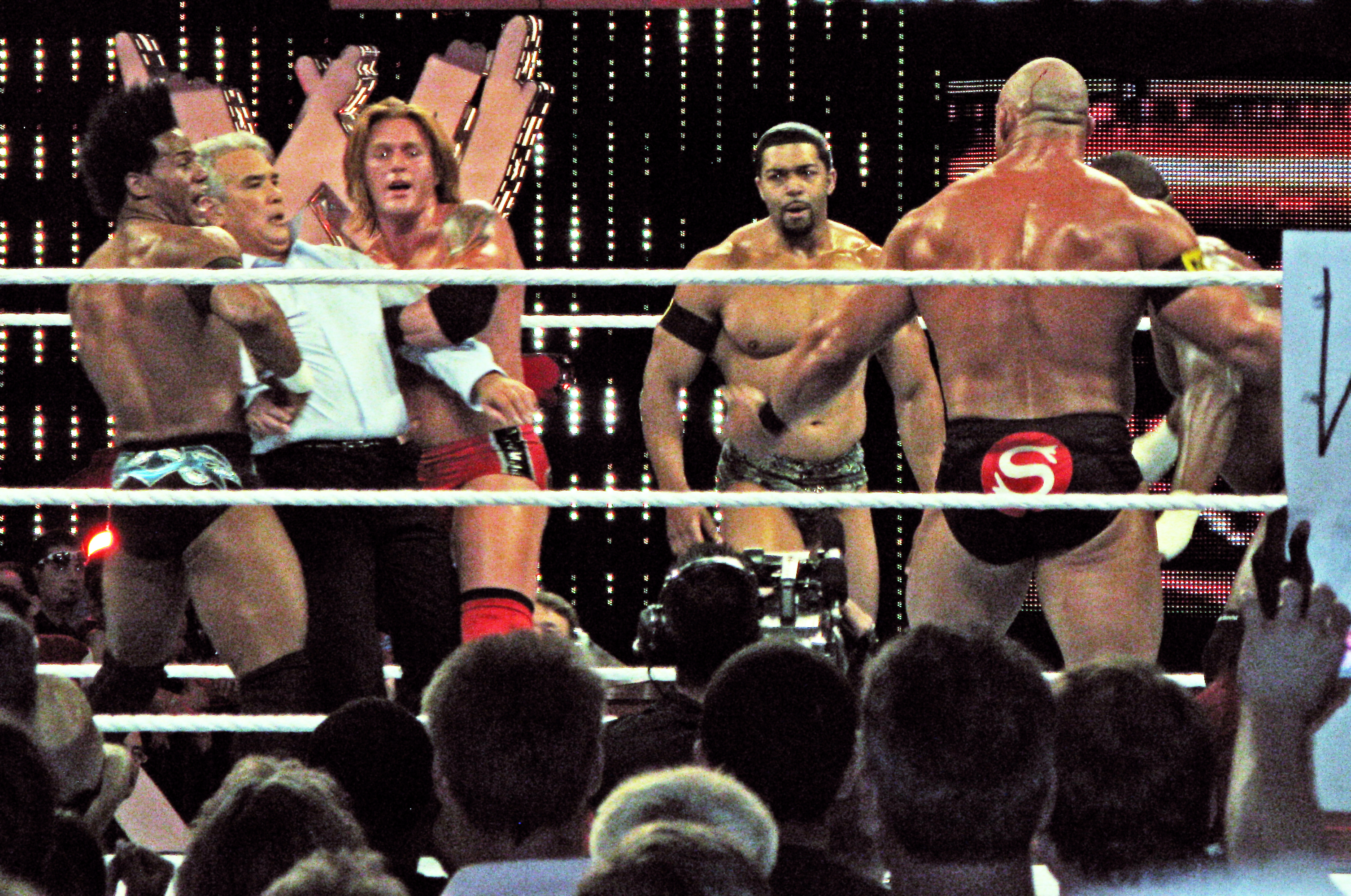
The Nexus attaquant Ricky Steamboat.

Le lendemain, lors de l'édition du 21 juin 2010, les rookies interviennent de nouveau lors du match entre Natalya et Tamina afin de s'excuser, notamment auprès de John Cena et de Bret Hart. Un peu plus tard dans la soirée, Vince McMahon relève Bret Hart de ses fonctions, estimant qu'il n'est plus en mesure de diriger la division Raw. Il désigne alors un nouveau général manager, qui choisit de rester anonyme. Celui-ci, contre toute attente, leur octroie les contrats et réengage Wade Barrett. Cependant, malgré leur intégration à la WWE, ils refont leur apparition lors du main event entre Sheamus et John Cena, en attaquant une nouvelle fois ce dernier, puis Vince McMahon, qui officiait en tant qu'arbitre spécial,.
Après cette nouvelle attaque, le général manager impose au Nexus de ne plus attaquer les catcheurs de la WWE, et inversement, sous peine de sanction,. Lors de l'édition du 28 juin 2010, ils contournent l'interdiction en s'en prenant à un cadreur, puis aux Hall of Famer, d'anciens catcheurs de la fédération invités afin de promouvoir la sortie d'un DVD consacré à Ricky Steamboat,. Lors de cette attaque, les catcheurs de la WWE n'osent intervenir en faveur des Hall of Famer, et ce, en raison de cette interdiction. Ricky Steamboat, seul contre les six membres du Nexus, subit un lariat de la part de Skip Sheffield, puis un 450e splash de la part de Justin Gabriel. À la suite de cette agression, Steamboat sera hospitalisé à Tampa, en Floride, pour des douleurs dans le cou et au niveau des épaules, puis pour un anévrisme cérébral,.

### Rivalité avec la Team WWE (2010)

#### Rivalité avec John Cena

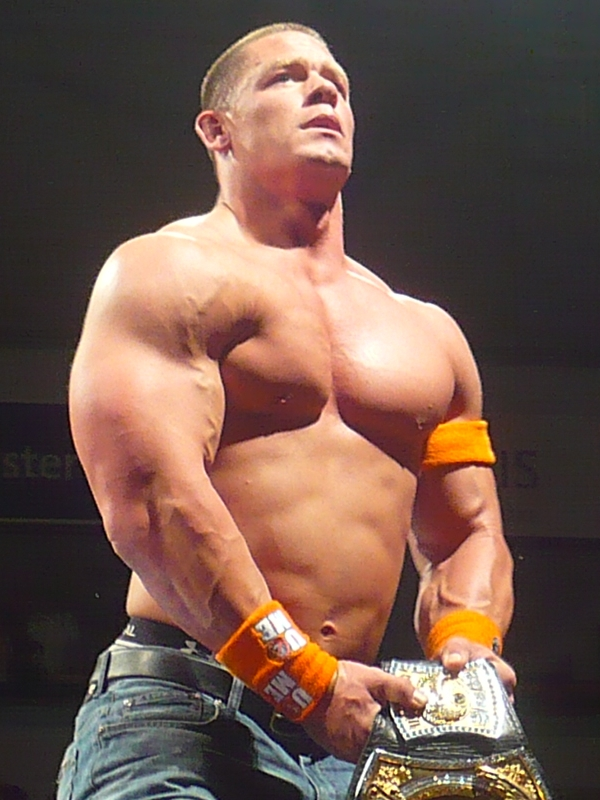
John Cena et son championnat de la WWE, en 2010.

Lors de l'édition du 5 juillet 2010, à la suite de cette nouvelle attaque, le général manager toujours anonyme annonce qu'aucun des membres ne pourra obtenir de match de championnat, et ce, jusqu'à nouvel ordre,. Cependant, il lève l'interdiction proclamée la semaine précédente. Après une bagarre entre The Nexus et sept catcheurs, John Cena, accompagné de six membres de la division Raw venus sur le ring afin de l'aider le général manager intervient et demande aux deux principaux protagonistes, Wade Barrett et John Cena, de faire trêve à cette querelle,.
Au moment de serrer la main de Barrett, Cena refuse et tente de lui asséner son Attitude Adjustment, mais sans succès, car il est aussitôt attaqué par les membres du Nexus. S'ensuit alors un combat auquel se joignent tous les catcheurs de la division Raw, qui parviennent à faire fuir The Nexus. Darren Young, le seul membre du clan qui ne s'est pas échappé à temps du ring, devient la cible de Cena, qui lui porte sa prise de soumission, le STF. Cena continue d'attaquer Young, malgré les injonctions du général manager de cesser immédiatement cette agression. En conséquence, ce dernier annonce un Handicap match : 7 contre 1 (7-on-1 Handicap match) entre Cena et The Nexus, prévu pour la semaine suivante. Cena, furieux, projette Young dans un coin du ring, l'assomme à l'aide des marches en métal, puis le propulse à travers la table des commentateurs,,.
Lors de l'édition du 12 juillet 2010, The Nexus attaque en coulisses Sheamus, Yoshi Tatsu, John Morrison et Evan Bourne, en raison de leur intervention en faveur de John Cena, une semaine auparavant. À la suite du forfait de Darren Young, le main event de la soirée est un 6-on-1 Handicap match. Le clan remporte le match, grâce à Justin Gabriel qui effectue le tombé. Après la rencontre, Cena récupère une chaise en métal et attaque plusieurs membres du Nexus. Sheamus, armé lui aussi d'une chaise, vient en aide à Cena, au moment où ses adversaires s'apprêtaient à l'encercler,.
Le lendemain, lors d'un épisode de la deuxième saison de NXT, les membres du Nexus participent à une bataille royale à 20 participants et doivent affronter les rookies de la saison en cours, ainsi que les professionnels qui les encadrent. Au début de la rencontre, ils se tiennent autour du ring, et attaquent toute personne hors de l'enceinte. Ils changent ensuite de tactique, en éliminant ensemble les catcheurs l'un après l'autre. Ils remportent finalement le match en éliminant le dernier participant de la division SmackDown, Cody Rhodes.
Le 18 juillet 2010, lors du pay-per-view Money in the Bank, John Cena affronte Sheamus pour le championnat de la WWE. Afin que The Nexus ne puisse intervenir une nouvelle fois en faveur de Sheamus, la WWE décide de mettre en place une grande cage métallique autour du ring (Steel Cage match),. Cependant, au lieu d'escalader la structure, les membres du Nexus décident d'attendre John Cena à l'extérieur, et de l'empêcher de toucher le sol. Sheamus conserve son titre en s'échappant de la cage.

#### Rivalité avec les catcheurs de Raw

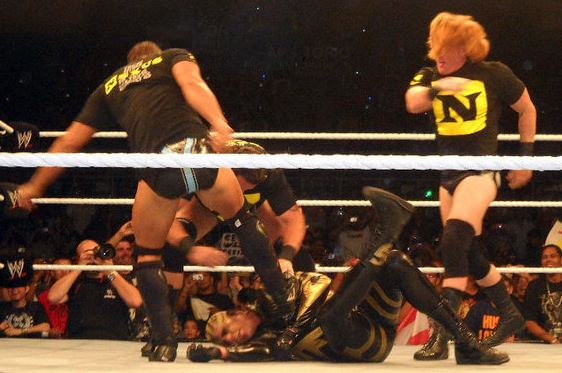
Justin Gabriel, Wade Barrett et Heath Slater attaquent Goldust, au sol.

Le lendemain, lors de l'édition du 19 juillet 2010, le groupe continue d'attaquer les catcheurs de la promotion Raw, en intervenant lors d'une discussion tendue entre Edge et Chris Jericho. Les membres du Nexus s'en prennent tout d'abord à Edge, en lui affirmant qu'ils mettront tôt ou tard un terme à sa carrière ; puis à Chris Jericho, qui s'apprêtait à porter un Walls Of Jericho, sa prise de soumission, sur ce dernier. Plus tard dans la soirée, Wade Barrett remporte un match sans enjeu contre Mark Henry, puis invite John Cena à rejoindre The Nexus. Celui-ci refuse et annonce qu'il les affrontera lors d'un match par équipe à élimination (7 contre 7) lors de l'édition 2010 de SummerSlam, avec John Morrison, R-Truth, The Great Khali, Edge, Chris Jericho et Bret Hart,,.
Une semaine plus tard, lors de l'édition du 26 juillet 2010, The Nexus affronte une équipe composée de sept catcheurs issus de la division Raw (Mark Henry, David Hart Smith, Tyson Kidd, Jerry Lawler, Evan Bourne, Yoshi Tatsu et Goldust) ; la stipulation du match est identique à celle de SummerSlam. La rencontre est à sens unique : les membres du Nexus remportent le combat, sans qu'aucun d'entre eux ne soit éliminé. À la suite de cette victoire, Barrett se moque de l'équipe de John Cena (nommée Team WWE), en relation conflictuelle, puis annonce au public qu'ils gagneraient aisément à SummerSlam,.
Le 9 août, John Cena et Bret Hart affrontent Edge et Chris Jericho, qui avaient décidé de quitter la Team WWE après leur agression. Il s'agit d'un Lumberjack match Tag team match, dans lequel les membres du Nexus se positionnent autour du ring et attaquent n'importe quel catcheur hors de l'enceinte. La rencontre est finalement non déclarée, lorsque The Nexus monte sur le ring afin d'attaquer John Cena et Bret Hart. Aussitôt, John Morrison et R-Truth interviennent pour leur prêter main-forte, tandis que Chris Jericho et Edge, après avoir quitté le ring, reviennent afin de s'opposer au Nexus,.
Le même soir, The Great Khali souhaite obtenir un match face à Wade Barrett, mais il est agressé en coulisses par The Nexus. Il souffre de la rotule et d'un problème aux ligaments, et est par conséquent dans l'incapacité de participer à SummerSlam,. John Cena et Bret Hart sont dans l'obligation de trouver un nouveau partenaire ; The Miz s'est proposé, sans confirmer.

#### SummerSlam (2010)

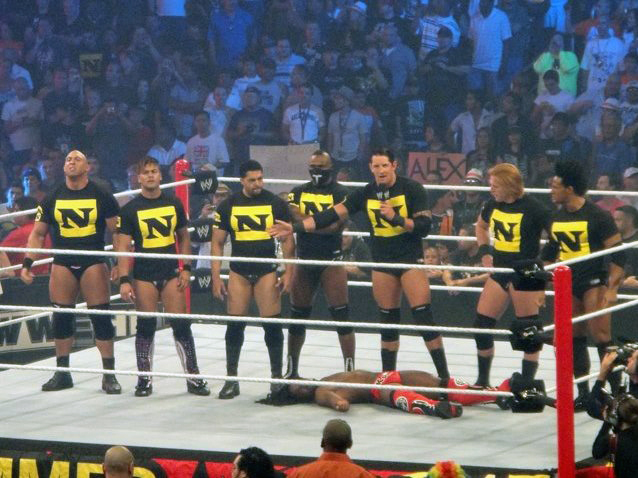
Les sept membres d'origine du Nexus, lors de SummerSlam : Skip Sheffield, Justin Gabriel, David Otunga, Michael Tarver, Wade Barrett, Heath Slater et Darren Young. Kofi Kingston est au sol.

La vingt-troisième édition de SummerSlam se déroule le 15 août 2010, à Los Angeles. Le premier match de la soirée, ayant pour enjeu le championnat Intercontinental, voit s'opposer le champion en titre Dolph Ziggler et le challenger Kofi Kingston. Tandis que Dolph Ziggler s'apprêtait à porter sa prise de soumission sur son adversaire, tous les membres du Nexus (voulant se faire remarquer avant leur match) attaquent les deux protagonistes. Ils sortent tout d'abord Dolph Ziggler du ring, avant de rouer de coups Kofi Kingston. Le match se solde finalement par un « No Contest ».
Peu avant la rencontre entre The Nexus et la Team WWE, The Miz informe le public de son intégration officielle à la Team WWE ; cependant, John Cena lui annonce qu'il est trop tard : l'équipe a convoqué un septième membre, qui a donné son accord,. Il s'agit de Daniel Bryan, l'ex-membre du Nexus renvoyé deux mois auparavant par la WWE. Ce dernier parvient à éliminer deux de ses anciens coéquipiers, à savoir Darren Young et Heath Slater, mais se fait à son tour éliminer par Wade Barrett. Finalement, John Cena porte sa prise de soumission, le STF, sur Wade Barrett, et permet ainsi à son équipe de remporter le match,.

### Exclusion de Darren Young et blessure de Skip Sheffield
Le lendemain, lors de l'édition du 16 août 2010, des matchs simples sont organisés entre les membres des deux équipes. Chaque membre du Nexus choisit son adversaire, mais est sous la menace d'une expulsion du groupe en cas de défaite. Darren Young est le seul à s'incliner, face à John Cena, et est donc exclu du Nexus. En guise de punition supplémentaire, The Nexus le passe à tabac, en lui affirmant qu'il est le « maillon faible » de leur clan,. De plus, lors d'un house show à Hawaï, le 18 août 2010, Skip Sheffield se casse la cheville gauche ; la période de convalescence est inconnue. Il se blesse lors d'un tag team match avec David Otunga, contre The Hart Dynasty (Tyson Kidd et David Hart Smith), les champions par équipe de la WWE. À la suite de cette blessure, The Nexus ne comporte plus que cinq membres.

### Rivalités multiples
Lors du 900e épisode de Raw, le 30 août 2010, Wade Barrett interrompt la rencontre entre Bret Hart et The Undertaker. Ce dernier, piqué au vif, attaque le leader du Nexus, jusqu'à ce que les lumières s'éteignent. Il se retrouve successivement face à Kane, son ancien partenaire, puis face aux membres du Nexus. Tandis que l'Undertaker en position dominante, après avoir mis hors d'état de nuire la quasi-totalité du Nexus s'apprête à effectuer un chokeslam sur Barrett, les lumières s'éteignent à nouveau. Grâce à l'aide de Kane, qui assiste à la scène, Wade Barrett porte The Deadman sur ses épaules et lui assène son Wasteland suivi du 450e Splash de Justin Gabriel,,. Dans la même soirée, The Nexus affronte John Cena, Randy Orton et Sheamus dans un match sans enjeu. Justin Gabriel bat John Cena grâce à son 450e splash, tandis que Randy Orton, après avoir éliminé deux adversaires à la suite, se fait surprendre par Wade Barrett, qui réalise le tombé victorieux après un Wasteland,,.
La semaine suivante, le général manager toujours anonyme annonce deux rencontres impliquant Justin Gabriel et Wade Barrett. Le premier affronte John Cena dans un match sans enjeu ; bien que Gabriel ait dominé le combat grâce à de nombreuses prises aériennes, il doit tout de même s'incliner après un Attitude Adjustment de son adversaire du haut de la deuxième corde,. Le second doit se mesurer à Randy Orton dans un match à stipulations : d'une part, les autres membres du Nexus ne doivent pas intervenir en faveur de Barrett, sous peine de sanction ; d'autre part, le vainqueur doit affronter John Cena la semaine suivante. Ce dernier, accompagné de Sheamus et d'Edge, assistent à la rencontre en tant que commentateurs spéciaux. Après un début de rencontre équilibré, Darren Young intervient et distrait Barrett, ce qui permet à Orton de lui asséner un RKO et de réaliser le tombé,. Une fois le match terminé, Orton inflige à trois reprises sa prise de finition : à Darren Young, présent sur l'estrade afin de célébrer la défaite de son ancien partenaire, puis à Edge et Sheamus, profitant de la confusion régnant sur le ring afin de l'attaquer.

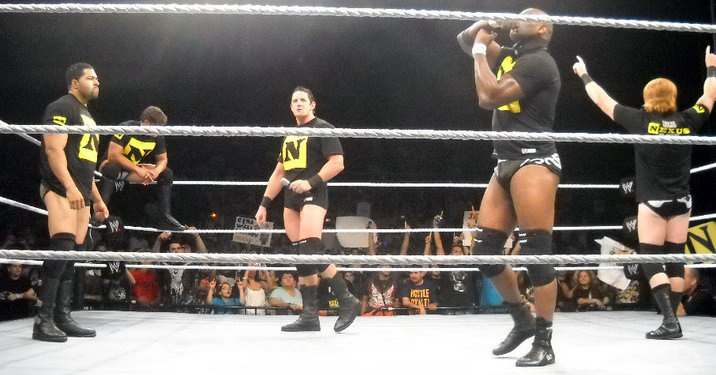
The Nexus, avec (de gauche à droite) David Otunga, Justin Gabriel, Wade Barrett, Michael Tarver et Heath Slater.

Lors de l'édition du 13 septembre 2010, Randy Orton affronte John Cena dans un Tables match. Cette rencontre, où les deux protagonistes ne peuvent être disqualifiés, est interrompue plusieurs fois. Tout d'abord par les membres du Nexus, qui envahissent le ring afin d'attaquer Cena, sur le point de soumettre son adversaire au STF. Ils se font cependant éliminer un à un ; citons notamment Justin Gabriel qui, se préparant à effectuer un 450e splash du haut de la troisième corde, est envoyé sur une table à l'extérieur du ring. The Nexus ayant battu en retraite, Orton est en position dominante. Cependant, c'est à son tour de subir l'attaque d'intervenants extérieurs, à savoir Edge, Chris Jericho et Sheamus. Néanmoins, ceux-ci sont rapidement mis hors d'état de nuire. Finalement, Orton remporte le match après avoir renversé un Attitude Adjustment en RKO,,.
Une semaine plus tard, lors de l'édition 2010 de Night of Champions, Wade Barrett tente de remporter le championnat de la WWE dans un Six-Pack Elimination match en affrontant John Cena, Randy Orton, Edge, Chris Jericho et le tenant du titre, Sheamus,,. Cette rencontre n'étant pas sujette aux disqualifications, les partenaires de Wade Barrett viennent lui prêter main-forte, et lui permettent ainsi de réaliser le tombé sur Cena. Il est finalement éliminé par Randy Orton qui, après avoir chassé les intrus, remporte le combat et par conséquent, le titre de champion de la WWE après un RKO sur Sheamus,,.
Le lendemain, lors de l'édition du 20 septembre 2010, un match simple est planifié entre John Cena et Wade Barrett. Cependant, avant que la rencontre ne commence, ce dernier avec l'aval du général manager propose une alternative à son adversaire : soit Cena tient tête à tous les membres du Nexus dans un Handicap match, soit il les affronte l'un après l'autre dans un Gauntlet match. Ayant choisi la deuxième option, Cena défait successivement Heath Slater avec un Attitude Adjustment, David Otunga grâce à un balayage, Michael Tarver avec un STF et Justin Gabriel par disqualification. Barrett, ne souhaitant pas combattre, propose un marché à Cena, que ce dernier accepte : ils s'affronteront à Hell in a Cell dans un match à enjeu. Si Barrett gagne, Cena intègre The Nexus. Dans le cas contraire, le clan doit se dissoudre,,.

### Invasion à SmackDown
Lors de l'édition du 27 septembre 2010, Heath Slater et Justin Gabriel défont Mark Henry et Evan Bourne dans un Tag team match. Après avoir passé à tabac ce dernier en effectuant leurs prises de finition respectives, les membres du Nexus annoncent qu'ils interviendront en plus des éditions de Raw dans la promotion SmackDown. Comme annoncé, le 1er octobre 2010, Gabriel, Otunga, Slater et Tarver interrompent tout d'abord le match entre Dolph Ziggler et MVP, en attaquant les deux protagonistes, avant d'être chassés à coups de chaise par The Big Show. Cependant, Theodore Long le général manager de la promotion sous le joug de Wade Barrett, annonce deux rencontres supplémentaires au programme de la soirée,,,. Le premier est un Tornado Handicap match 5 contre 1 (5-on-1 Handicap match) entre Big Show et The Nexus, remporté par le clan après avoir effectué en même temps cinq prises de soumission sur Big Show. Le second est un Lumberjack match entre John Cena et le champion du monde poids-lourds Kane. Cette rencontre se termine en « No Contest » lorsque The Undertaker intervient afin d'attaquer son demi-frère,,,.

### Intégration de John Cena

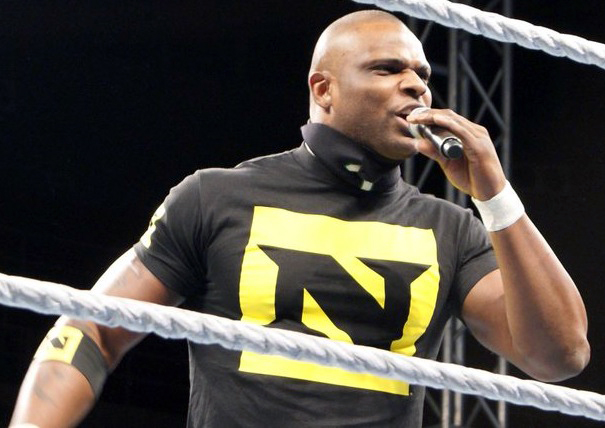
Après Bryan et Young, c'est au tour de Michael Tarver d'être exclu du Nexus.

À Hell in a Cell, les membres de Nexus non combattants se placent autour du ring pendant le combat, avant d'être chassés par les autres catcheurs de la WWE. John Cena est alors sur le point de porter son STF quand deux hommes interviennent, l'un distrayant l'arbitre et le second attaquant Cena. Ce dernier perd la rencontre et est donc contraint de rejoindre les membres du Nexus.
Le lendemain, lors de l'édition du 4 octobre 2010, Wade Barrett remercie les deux intervenants, Husky Harris et Michael McGillicutty, et intègre Cena. Celui-ci choisit Michael Tarver comme partenaire pour un match par équipe contre Evan Bourne et Mark Henry, durant lequel il évite le tag, faisant perdre son équipe, et au terme duquel il exclut Tarver du groupe, jurant de détruire The Nexus de l'intérieur,. Cependant, le général manager ordonne à Cena de tenir sa parole, sous peine d'être licencié. Plus tard dans la soirée, il doit donc se disqualifier dans une bataille royale pour laisser Barrett devenir premier prétendant no 1 au championnat de la WWE.
La semaine suivante, Cena affronte The Miz pour déterminer qui sera le capitaine de l'équipe de Raw pour Bragging Rights, et perd à la suite des nouvelles interventions de Harris et McGillicutty. Cena agresse alors les anciens rookies, avant de manquer de frapper Barrett. Celui-ci lui impose de l'accompagner lors de son match à Bragging Rights. Le général manager annonce alors que les deux hommes intégreront The Nexus en cas de victoire dans un match par équipe face à Cena et le champion de la WWE, Randy Orton ; ces derniers l'emportent. Lors de l'édition du 25 octobre 2010, Wade Barrett annonce que Husky Harris et Michael McGillicutty sont officiellement membres du Nexus.

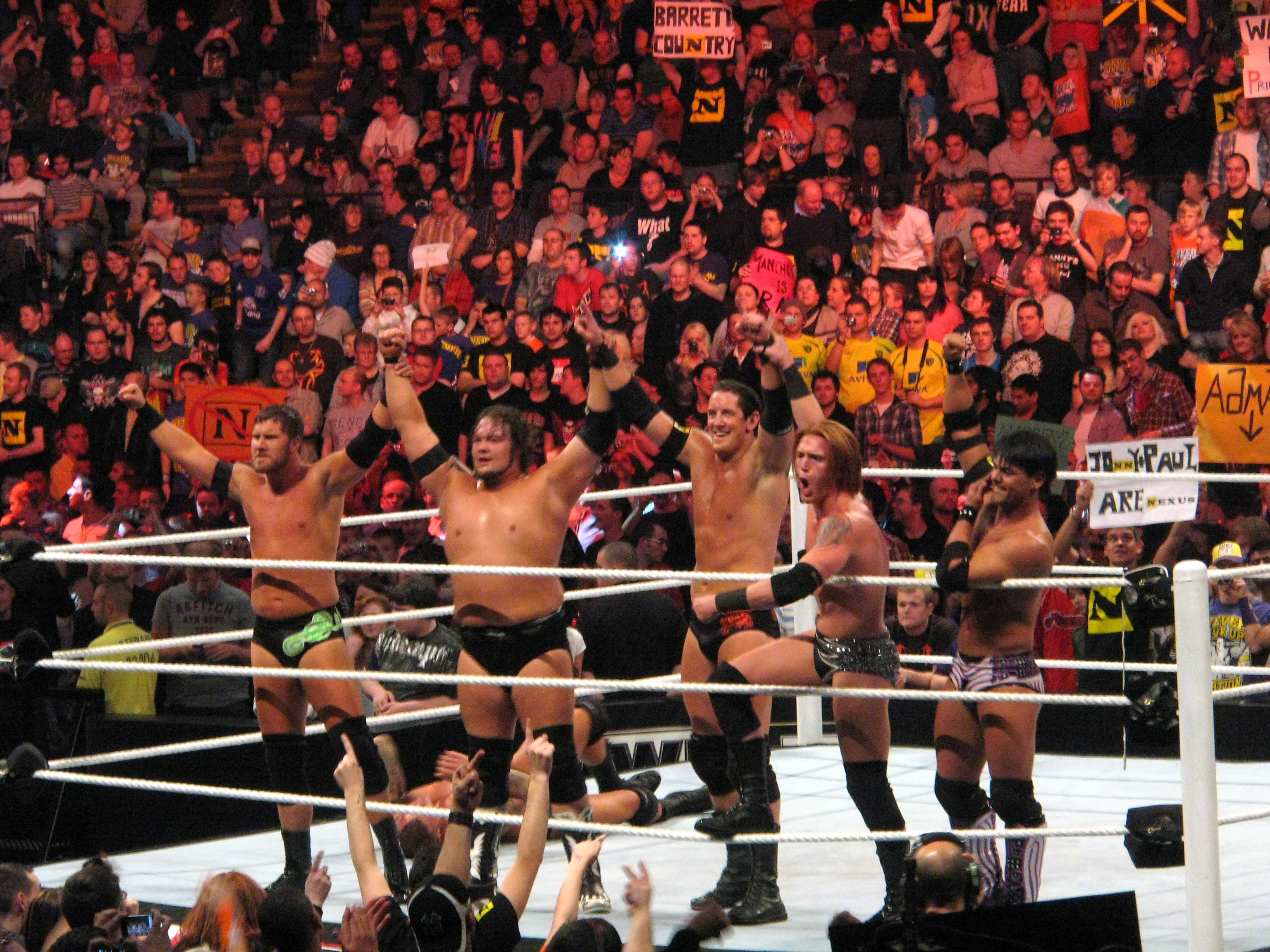
La Nexus après avoir perdu Michael Tarver sur blessure ont ajouté Husky Harris et Michael McGillicutty, le 25 octobre 2010 à Raw.

### Les premiers titres (2010)

#### Championnat par équipe de la WWE

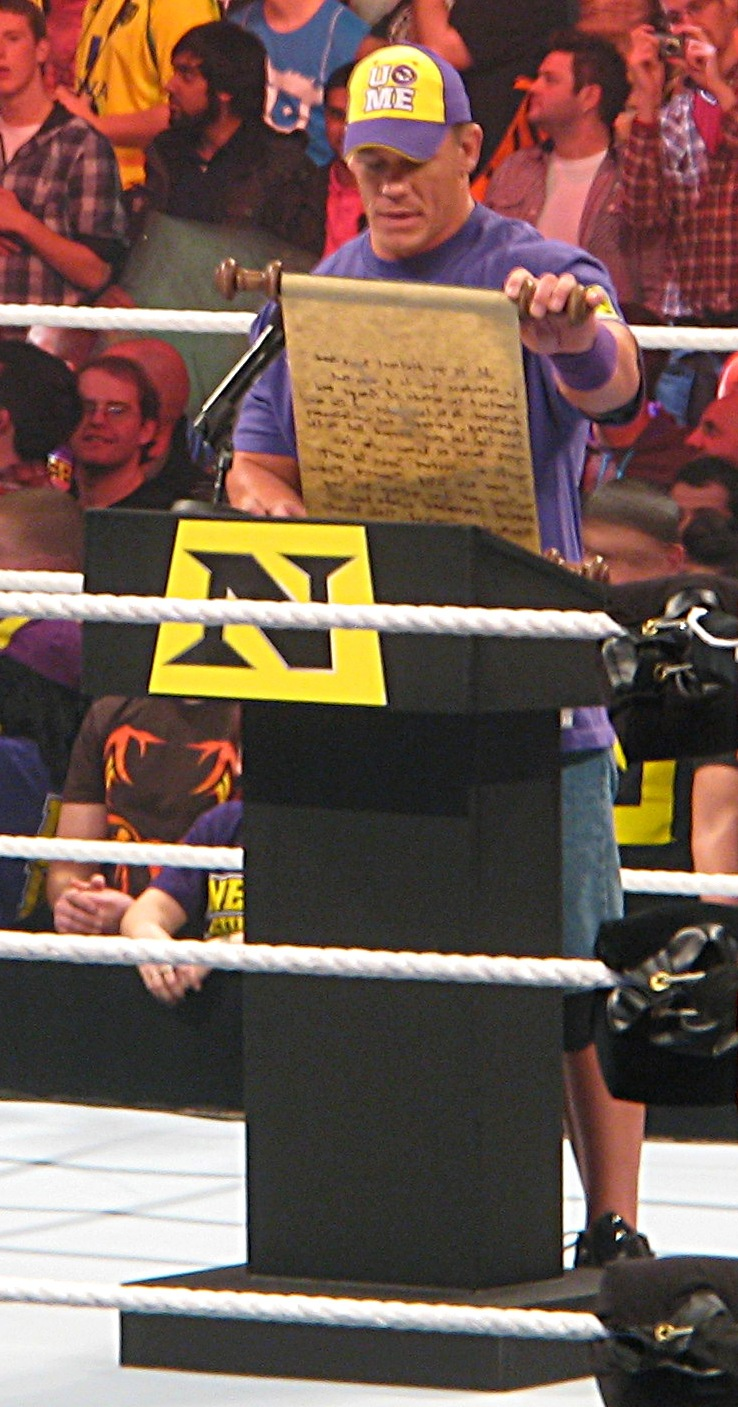
John Cena, nouveau membre du Nexus, lit sous la contrainte un discours rédigé par son mentor.

Lors de Bragging Rights, Barrett annonce que John Cena et David Otunga doivent affronter les champions par équipe de la WWE, Cody Rhodes et Drew McIntyre, pour le titre, que les membres du Nexus remportent ; après le match, Cena porte un Attitude Adjustment sur Otunga, qui se vante alors que John Cena a remporté le match à lui tout seul. Les membres du Nexus interviennent plus tard dans le Buried Alive match pour le championnat du monde poids-lourds opposant The Undertaker au tenant du titre Kane, donnant la victoire à ce dernier. Enfin, lors du match entre Randy Orton et Wade Barrett, John Cena, qui aurait été licencié en cas de défaite de Barrett, fait fuir les membres de The Nexus qui sont montés sur le ring, avant de porter un Attitude Adjustment sur Barrett, le faisant gagner par disqualification et manquer le titre. Orton, surpris de ce dénouement, porte son RKO sur Cena après le match.
Le lendemain, lors de l'édition du 25 octobre 2010, David Otunga avoue son manque de confiance en Cena. Barrett organise donc un match par équipe entre les champions et Justin Gabriel et Heath Slater. Otunga ne combat pas et se couche, sur ordre de Barrett, « donnant » le titre à ses associés. Plus tard dans la soirée, Barrett annonce le main event entre Cena et Orton, un match avec une stipulation particulière qui décidera des conditions de la revanche entre Orton et Barrett lors des Survivor Series : si Cena gagne, Barrett a le droit de choisir l'arbitre de la rencontre ; si Orton gagne, il choisit la stipulation du match. L'intervention des membres du Nexus, comptant dans leurs rangs les nouveaux venus Husky Harris et Michael McGillicutty, donne la victoire à Cena par disqualification, qui est finalement choisi par Barrett comme arbitre, et est une fois de plus menacé de licenciement si Barrett ne gagne pas le titre. Plus tard, la stipulation précise que si Barrett gagne le titre, Cena pourra quitter The Nexus.
Une semaine plus tard, deux rencontres impliquant les membres du Nexus sont planifiées. La première est un Tag Team match entre les nouveaux champions par équipe, Justin Gabriel et Heath Slater, et The Hart Dynasty. Après quatre minutes de combat, Justin Gabriel parvient à réaliser le tombé sur Tyson Kidd après un 450e Splash,. La seconde est un autre match par équipe qui oppose d'un côté Wade Barrett et David Otunga, et de l'autre, Randy Orton accompagné de R-Truth. Tandis qu'Otunga et R-Truth sont au sol, John Cena, l'arbitre de la rencontre, empêche Barrett d'entrer sur le ring, au motif qu'il n'a pas réalisé le tag. Orton profite de la déconcentration des deux protagonistes pour asséner un RKO à Otunga, et permet ainsi à son partenaire de réaliser le tombé.

#### Échec de Wade Barrett et éviction de John Cena

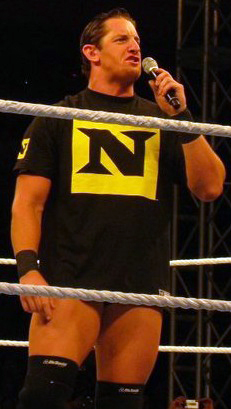
Wade Barrett a manqué par trois fois de décrocher le championnat de la WWE.

Le 5 novembre 2010, The Nexus refait pour la deuxième fois son apparition à SmackDown, mais cette fois sans Cena et Barrett. Ils attaquent tout d'abord Rey Mysterio, puis MVP et Kaval en coulisses. Quelques minutes plus tard, Theodore Long, le général manager de la promotion, annonce le main event de la soirée : un 10-Man Tag Team match entre The Nexus (Slater, Otunga, Gabriel, Harris et McGillicutty) et l'équipe représentative de SmackDown (Edge, Kofi Kingston, Alberto Del Rio, Big Show et Kane). Le clan de Wade Barrett, après avoir dominé le début du match face à Kingston, doit finalement s'incliner au bout d'un quart d'heure lorsque Edge effectue sa prise de finition, le Spear, sur Otunga,,. Lors de l'édition du 8 novembre 2010, Barrett reprend les rênes du groupe et annonce un nouveau 10-Man Tag Team match face à Randy Orton, R-Truth, Daniel Bryan, Mark Henry et The Miz, que The Nexus remporte,.

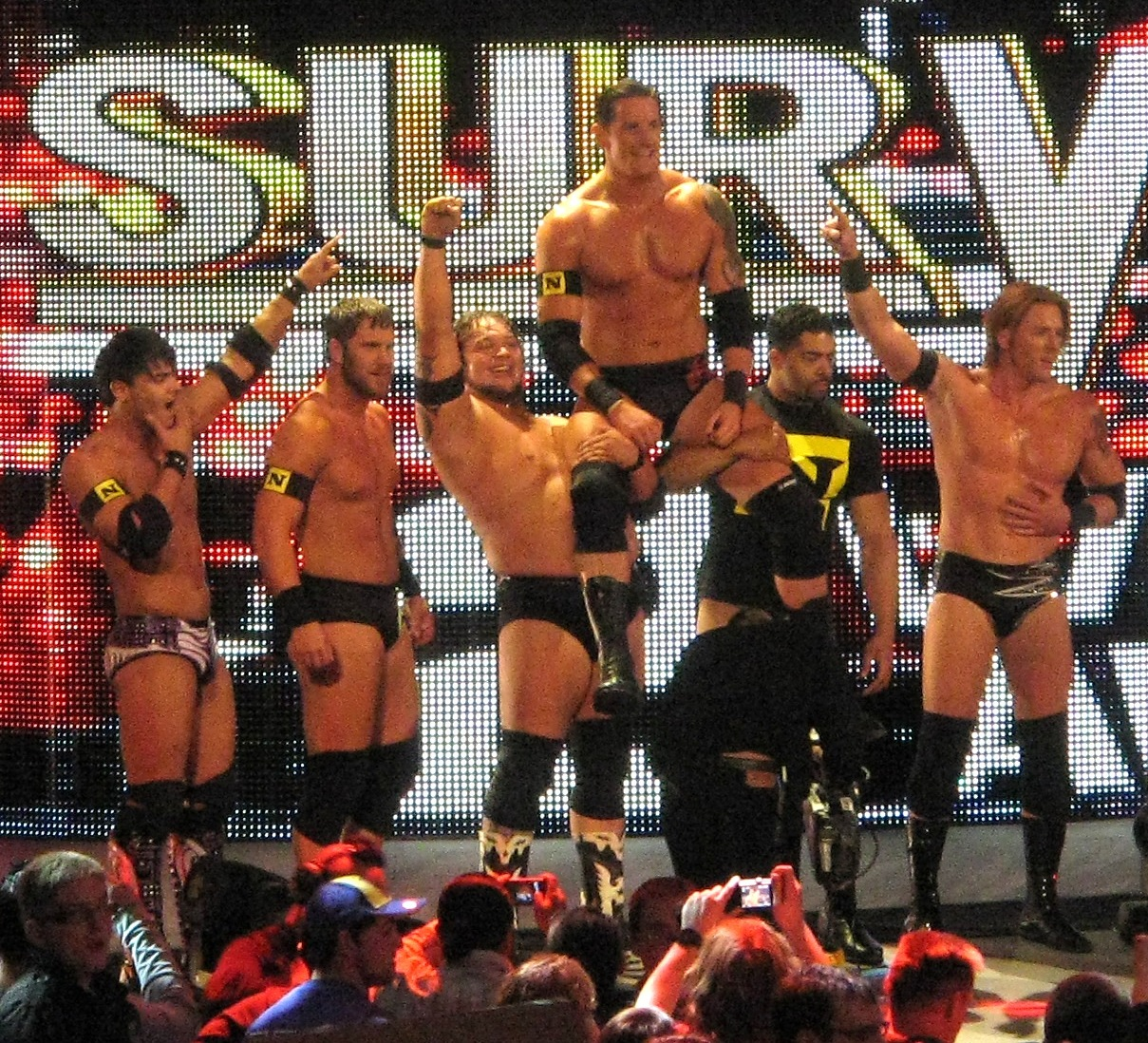
The Nexus portant Wade Barrett en triomphe.

À SmackDown, le 12 novembre 2010, David Otunga doit affronter Edge, le prétendant no 1 au championnat du monde poids-lourds ; en cas de défaite, Otunga est expulsé du Nexus. Il gagne grâce aux interventions de Michael McGillicutty, qui s'interpose alors que Edge s'apprête à porter un Spear, et de Kane, le champion en titre,. Une fois encore, Cena et Barrett sont absents. Lors des Survivor Series, Cena est l'arbitre du match qui oppose Wade Barrett à Randy Orton, pour le championnat de la WWE. Orton conserve son titre après avoir effectué un RKO sur Barrett ; comme l'indique la stipulation de la rencontre, Cena est licencié de la WWE.

### Scission du groupe

#### Cena, électron libre
Le lendemain des Survivor Series, lors de l'édition Raw du 22 novembre 2010, un match revanche est planifié entre Barrett et Orton, toujours pour le championnat de la WWE. Cependant, le chef du Nexus doit s'incliner une nouvelle fois à la suite d'une intervention de Cena, qui devait s'adresser une dernière fois au public en fin de soirée. La semaine suivante, lors du tournoi annuel du King of the Ring, plusieurs membres du Nexus se font attaquer par John Cena, notamment Michael McGillicutty en coulisses et Heath Slater sur le ring. Leur tentative de vengeance est vaine lorsqu'ils se font attaquer par des catcheurs de Raw dans le parking de la WWE, croyant John Cena seul et sans défense.
Le 6 décembre 2010, lors d'un Fatal-Four Way match, les
champions par équipe Heath Slater et Justin Gabriel perdent leur titre contre Vladimir Kozlov et Santino Marella,. Une nouvelle fois, John Cena est à l'origine de la défaite du Nexus, ayant distrait Gabriel et permettant ainsi à Marella de réaliser le tombé. À la fin de la soirée, l'ex-catcheur de la WWE annonce qu'il continuera inlassablement à attaquer et à harceler tous les membres du Nexus. Ces derniers, souhaitant faire trêve aux hostilités, se rebellent contre leur chef Wade Barrett et menacent de l'exclure du clan s'il ne réengage pas John Cena,.

#### The New Nexus dirigé par CM Punk

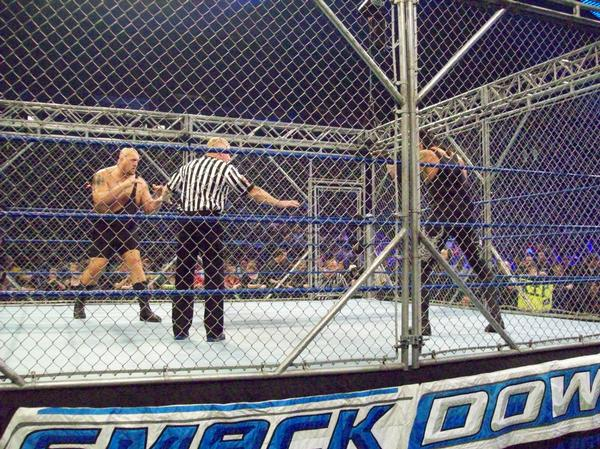
Exemple d'un Steel Cage match entre Big Show et The Undertaker, l'arbitre est au centre. Le ring est entouré d'une grande cage métallique.

La septième cérémonie des Slammy Awards se déroule le 13 décembre 2010, à La Nouvelle-Orléans. David Arquette, acteur américain et ancien champion du monde poids-lourds de la WCW, remet à Wade Barrett le trophée du moment le plus choquant de l'année (Shocker of the Year) pour les débuts du clan à la fédération. Celui-ci, après avoir refusé de combattre face au Big Show, annonce qu'il réengage John Cena — vainqueur de deux Slammy Awards dont celui de la Superstar de l'année (Superstar of the Year) si celui-ci se plie à deux conditions. Tout d'abord, Cena doit se mesurer dans la soirée à David Otunga, match qu'il remporte après l'avoir soumis au STF,. Ensuite, les deux protagonistes doivent s'affronter dans un Chairs match la semaine suivante, lors de Tables, Ladders and Chairs. Cena s'impose également dans cette rencontre, grâce à un Attitude Adjustment porté sur une rangée de chaises dépliées.

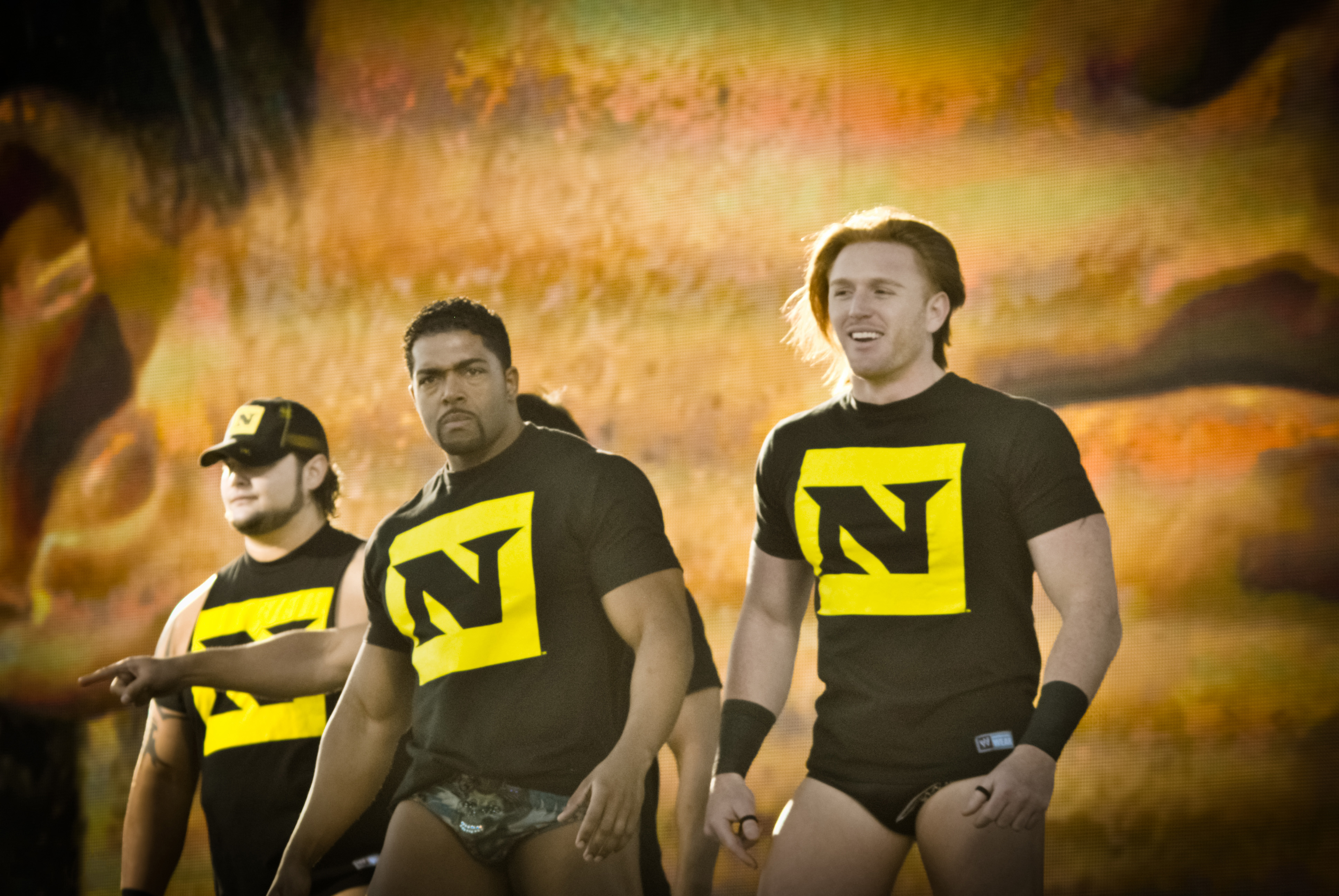
Husky Harris, David Otunga et Heath Slater au Tribute to the Troops 2010.

Lors de l'édition 27 décembre 2010, Cena souhaite avoir une explication avec CM Punk, alors commentateur depuis sa blessure quelques semaines auparavant mais qui est intervenu par deux fois en l'attaquant avec une chaise. CM Punk dénonce un comportement « barbare » de Cena, mais accepte de l'affronter le soir même. Cependant, avant la rencontre, David Otunga entre sur le ring pour annoncer à son ancien partenaire que le groupe a un nouveau leader et qu'il souhaite faire la paix avec lui. Cena refuse et se fait attaquer par le groupe. Au moment où les membres du Nexus quittent le ring pour se rendre en coulisses, CM Punk se dirige vers Cena et lui assène son Go To Sleep, avant d'enfiler le brassard du Nexus laissé par Otunga.
Le 3 janvier 2011, CM Punk et Wade Barrett se disputent la direction de Nexus, ce dernier clamant toujours faire partie du clan. CM Punk appelle donc les autres membres à décider qui est leur meneur, avant que le général manager de Raw ne propose une autre façon de déterminer : il annonce un match en cage (Steel Cage match) entre Randy Orton, Sheamus et Wade Barrett pour déterminer le prétendant no 1 au championnat de la WWE, détenu par The Miz ; la stipulation du match indique que si Barrett perd, il est exclu du groupe. Durant le match, CM Punk intervient en repoussant Barrett dans la cage après lui avoir enlevé son brassard. Le Britannique perd le match au profit de Randy Orton.
La semaine suivante, Justin Gabriel et Heath Slater quittent à leur tour la New Nexus à la suite des demandes exagérées de CM Punk. Interrompant un match pour les championnats par équipe de la WWE, CM Punk annonce qu'il souhaite « initier » les membres de New Nexus. Aussi, il ordonne que Michael McGillicutty subisse toutes les prises de finition de ses acolytes, qu'Husky Harris soit infligé de plusieurs coups de ceinture en cuir, puis que David Otunga provoque Big Show et le laisse le battre ; Justin Gabriel et Heath Slater refusent cependant de se frapper l'un l'autre avec des shinai, préférant partir du clan. Par conséquent, Slater et Gabriel sont exclus de New Nexus. Plus tard dans la soirée, alors que Punk a fait croire qu'il va sauter du haut de l'écran géant, John Cena, blessé depuis fin décembre, apparaît sur l'écran pour défier le Straight Edge Savior, qui accepte. Le 17 janvier 2011, le match est annoncé comme étant le main event mais le général manager annonce que si les autres membres de New Nexus interviennent, ceux-ci ne pourront prendre part au Royal Rumble. Le combat est interrompu par l'arrivée de Mason Ryan, qui frappe CM Punk d'un Big Foot après avoir pris appui sur les cordes puis Cena en lui infligeant sa prise. Ensuite, les autres membres de New Nexus relèvent leur leader, Ryan fait allégeance à CM Punk qui lui enfile le brassard portant le N, symbole du groupe. Ryan s'avère donc être une nouvelle recrue du Nexus.

#### The Corre, concurrent de la Nexus

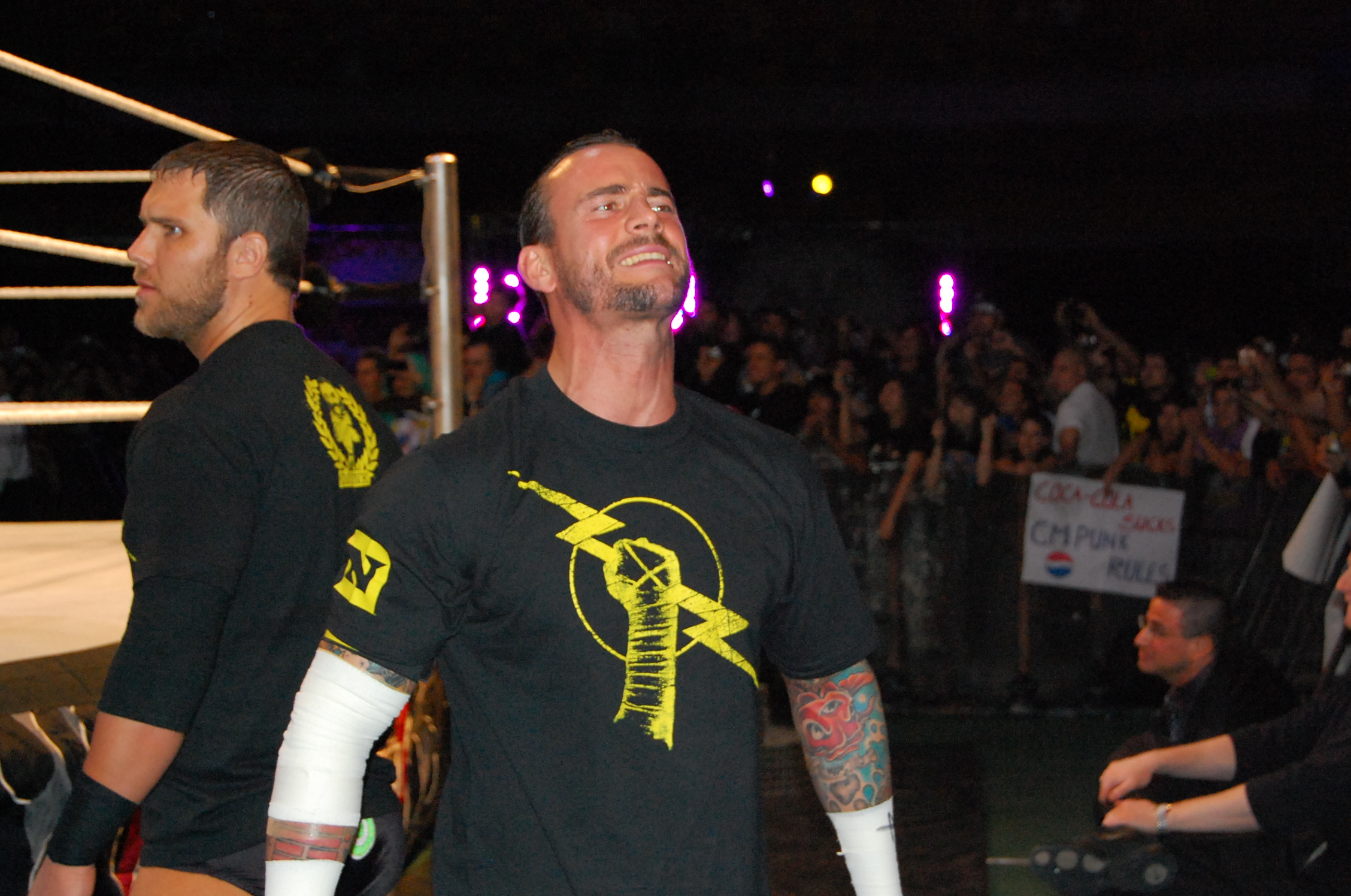
CM Punk, le nouveau leader du Nexus, devenu New Nexus.

Depuis son éviction du groupe, Wade Barrett lutte dans la division SmackDown. Lors de l'édition du 7 janvier 2011, il fait sa première apparition à SmackDown en attaquant Big Show alors que ce dernier disputait un Fatal-Four Way match pour déterminer le prétendant no 1 au championnat du monde poids-lourds détenu par Edge, match finalement remporté par Dolph Ziggler. Le 14 janvier 2011, il forme un nouveau clan composé des deux catcheurs fraîchement exclus du New Nexus, Heath Slater et Justin Gabriel, ainsi que d'Ezekiel Jackson. Ce groupe, appelé The Corre, s'attire la méfiance de nombreux catcheurs, notamment l'adversaire de Wade Barrett de la soirée, Big Show. Les trois membres du clan sont arrivés pendant le match et l'ont attaqué tour à tour.
Lors du Raw du 24 janvier 2011, un match est organisé entre les deux leaders (Barrett et Punk), avec pour stipulation spéciale que le perdant verra son clan exclu du Royal Rumble match. Le match est également un Special referee match, l'arbitre désigné par le général manager de Raw étant John Cena. Celui-ci en profite pour faire perdre les deux hommes par double disqualification, mais le général manager annule cette décision, qu'il considère comme de l'abus de pouvoir ; la New Nexus et le Corre pourront participer au Royal Rumble match.

#### Rivalité avec Randy Orton
À l'occasion du pay-per-view Royal Rumble, la New Nexus intervient dans le match entre The Miz et Randy Orton pour le championnat de la WWE ; alors qu'Orton vient de porter sa prise de finition, le RKO, sur le champion et que la victoire est assurée pour Orton, la New Nexus vient et distrait l'arbitre. CM Punk en profite pour monter sur le ring et porter le GTS sur Orton et placer The Miz de façon à faire le tombé qui lui offre le décompte de 3 et la victoire.
CM Punk est le premier à rentrer dans le Royal Rumble match, mais il voit le Corre monter sur le ring pour l'agresser avant d'être défendu par la New Nexus, puis les catcheurs sont finalement renvoyés dans les vestiaires et le match peut reprendre. Au fur et à mesure que les membres de la New Nexus entrent officiellement dans le match, ils s'allient pour éliminer les autres catcheurs, jusqu'à ce que John Cena monte et élimine le groupe un par un (à l'exception de Husky Harris qui s'est fait éliminer par le Great Khali, de retour). Le match est finalement remporté par Alberto Del Rio.
Désormais, la cible principale de New Nexus n'est plus Cena mais Randy Orton, qui avait attaqué CM Punk à Unforgiven 2008, l'empêchant alors de défendre son championnat du monde poids-lourds. Lors du Raw du 31 janvier 2011, Randy Orton porte un Punt Kick sur Husky Harris qui quitte donc la New Nexus et repart à la FCW. Le 14 février 2011, la New Nexus se fait attaquer par Randy Orton, R-Truth, John Morrison et John Cena. À Elimination Chamber, CM Punk et Orton ratent sa chance pour affronter The Miz à WrestleMania XXVII au profit de John Cena. Pendant le match, CM Punk, dont la cage s'ouvre incomplètement, est éliminé par Orton, mais le général manager anonyme de Raw fait annuler l'élimination, qu'il estime injuste.
Lors de l'édition du 28 février 2011, le général manager anonyme annonce un match entre Orton et CM Punk à WrestleMania. Durant les semaines à venir, Orton doit affronter un à un les membres de la New Nexus, et seuls ceux qui gagneront leurs matchs auront le droit d'être présent autour du ring pendant l'affrontement. Le même jour, Orton bat Michael McGillicutty, avant de lui porter son Punt kick. Il fera de même le 7 mars 2011 avec David Otunga, alors qu'il avait été agressé en coulisses avant le match. Par la suite,
Randy Orton bat Mason Ryan et après le match, Randy Orton vient faire face à CM Punk sur la rampe puis revient sur le ring et porte son Punt kick sur Ryan. CM Punk reste donc le seul membre actif de la Nexus. Ce dernier est donc seul lors de son match face à Randy Orton lors de WrestleMania XXVII, remporté par Orton. Le 11 avril 2011, Mason Ryan, David Otunga et Michael McGillicutty reviennent et attaquent Randy Orton. La semaine suivante, la New Nexus attaque à nouveau Randy Orton, alors qu'il vient de remporter le match revanche contre CM Punk, mais n'a pas l'occasion de s'en prendre à lui car CM Punk, qui allait lui porter un Punt kick, se prend un RKO de sa part et s'enfuit.
La rivalité s'achève quand lors du draft annuel de 2011, Randy Orton est envoyé à SmackDown, qui remporte son Last Man Standing match à Extreme Rules face à CM Punk ; les membres de la New Nexus ont été bannis du ringside avant le match.

### Dissolution du clan (2011)
Lors d'Over the Limit, la New Nexus a essayé en vain de remporter les championnats par équipes, dans un match qui comprenait CM Punk et Mason Ryan contre les champions Kane et le Big Show. Mais le lendemain à Raw, David Otunga et Michael McGillicutty parviennent à remporter les titres à la suite d'un coup de pied de CM Punk sur le Big Show par distraction. Peu de temps après, CM Punk entre en rivalité avec Rey Mysterio. Punk affronte Mysterio à Capitol Punishment, match remporté par CM Punk. Pendant ce temps, Mason Ryan, étant blessé, est exclu du clan.
Le lendemain à Raw, CM Punk, à la suite de sa victoire face à Rey Mysterio la nuit dernière, exige d'obtenir un match de championnat pour le championnat de la WWE. Le général manager toujours anonyme le fait alors participer à un Triple Threat match face à Rey Mysterio et Alberto Del Rio, dont le vainqueur deviendra prétendant no 1 au championnat de la WWE. Le match est remporté par CM Punk. Il affrontera donc John Cena à Money in the Bank pour le championnat de la WWE. CM Punk annonce alors que son contrat se terminera le 17 juillet, le jour du pay-per-view. Il commence alors à critiquer la WWE ainsi que ses dirigeants, et affirme qu'il quittera la fédération avec le titre. Ses paroles les mènent à une suspension pour une durée indéterminée. À la suite de ses révélations sur la WWE et grâce à son franc-parler, CM Punk devient de plus en plus apprécié du public (à l'inverse donc de John Cena) au fil des semaines. Cena, voulant absolument affronter Punk à Money in the Bank, parvient à faire réengager Punk, sous la seule condition que si le titre quitte la fédération, Cena sera viré.
Le Jour J, à Chicago, CM Punk rentre sous une grande ovation du public, alors que Cena se fait huer. Après un match de plus de 30 minutes (élu 5-star match par le Wrestling Observer Newsletter), CM Punk remporte le championnat de la WWE sous les yeux de Vince McMahon, avant de quitter l'arène en passant par le public. À la suite de son départ officiel, le titre est rendu vacant, Punk devient donc le premier catcheur de l'histoire à avoir réalisé un hold-up à la WWE.
Le 1er août 2011, David Otunga et Michael McGillicutty, les deux derniers membres de la New Nexus, entrent avec une nouvelle musique d'entrée, sans mention de la New Nexus, montrant ainsi la fin de la New Nexus.

### Reformation partielle (2018)
Le 31 août 2018, lors du premier jour du King of Trios 2018 de la Chikara, le groupe se reforme partiellement sous le nom de The Nexus Alliance avec PJ Black (anciennement Justin Gabriel), Tyrone Evans (anciennement Michael Tarver) et Fred Rosser (anciennement Darren Young) et ensemble ils battent Juan Francisco De Coronado, Rick Roland et Sloan Caprice. Le 1er septembre, lors du deuxième jour du King of Trios 2018, ils perdent contre Brian Milonas, Cam Zagami et Chris Dickinson.

## Membres du groupe
| Identité                     | Arrivée                  | Départ           | Notes |
| ---------------------------- | ------------------------ | ---------------- | --- |
| Wade Barrett                 | 7 juin 2010              | 3 janvier 2011   | Premier chef de file du Nexus, il est remplacé par CM Punk. Il décide de fonder un clan concurrent.         |
| David Otunga                 | 7 juin 2010              | 1er août 2011    | Il est le seul membre du groupe à être resté au sein de la formation durant toute son existence.            |
| Justin Gabriel/PJ Black      | 7 juin 2010 31 août 2018 | 10 janvier 2011  | Gabriel quitte le clan après avoir refusé d'obéir à son nouveau mentor et décide de rejoindre Barrett.      |
| Heath Slater                 | 7 juin 2010              | 10 janvier 2011  | Slater quitte le clan après avoir refusé d'obéir à son nouveau mentor et décide de rejoindre Barrett.       |
| Darren Young/ Fred Rosser    | 7 juin 2010 31 août 2018 | 16 août 2010     | Il est exclu du groupe puis passé à tabac après avoir perdu un match face à John Cena.                      |
| Skip Sheffield               | 7 juin 2010              | 18 août 2010     | Sheffield se casse la cheville gauche lors d'un house show à Hawaï.                                         |
| Michael Tarver/ Tyrone Evans | 7 juin 2010 31 août 2018 | 4 octobre 2010   | Une blessure à l'aine empêche Tarver de catcher, ce qui a conduit la WWE à le mettre au repos.              |
| Daniel Bryan                 | 7 juin 2010              | 11 juin 2010     | Bryan est licencié par la WWE à la suite d'un geste considéré comme trop violent pour le jeune public.      |
| John Cena                    | 3 octobre 2010           | 21 novembre 2010 | Cena est contraint de rejoindre le clan à la suite d'un match à enjeu. Il est finalement exclu du groupe.   |
| Michael McGillicutty         | 25 octobre 2010          | 1er août 2011    | McGillicutty est l'un des deux derniers membres du Nexus (avec Otunga).                                     |
| Husky Harris                 | 25 octobre 2010          | 31 janvier 2011  | Harris est envoyé à la FCW, club-école de la WWE, afin d'adopter un nouveau gimmick.                        |
| CM Punk                      | 27 décembre 2010         | 17 juillet 2011  | Il devient le nouveau leader du clan (The New Nexus) mais le quitte lorsque son contrat avec la WWE expire. |
| Mason Ryan                   | 17 janvier 2011          | 27 juin 2011     | Ryan se blesse et est par conséquent contraint de quitter le groupe.                                        |

## Incarnations
- 1re incarnation
  - Type de groupe : Clan
  - Activité : 7 juin 2010 - 11 juin 2010
  - Membres :
    - Wade Barrett (leader)
    - David Otunga
    - Heath Slater
    - Justin Gabriel
    - Skip Sheffield
    - Michael Tarver
    - Darren Young
    - Daniel Bryan
- 2e incarnation
  - Type de groupe : Clan
  - Activité : 11 juin 2010 - 18 août 2010
  - Membres :
    - Wade Barrett (leader)
    - David Otunga
    - Heath Slater
    - Justin Gabriel
    - Skip Sheffield
    - Michael Tarver
    - Darren Young
- 3e incarnation
  - Type de groupe : Clan
  - Activité : 18 août 2010 - 4 octobre 2010
  - Membres :
    - Wade Barrett (leader)
    - David Otunga
    - Heath Slater
    - Justin Gabriel
    - Michael Tarver
- 4e incarnation
  - Type de groupe : Clan
  - Activité : 4 octobre 2010 - 25 octobre 2010
  - Membres :
    - Wade Barrett (leader)
    - David Otunga
    - Heath Slater
    - Justin Gabriel
    - John Cena
- 5e incarnation
  - Type de groupe : Clan
  - Activité : 25 octobre 2010 - 21 novembre 2010
  - Membres :
    - Wade Barrett (leader)
    - David Otunga
    - Heath Slater
    - Justin Gabriel
    - John Cena
    - Michael McGillicutty
    - Husky Harris
- 6e incarnation
  - Type de groupe : Clan
  - Activité : 21 novembre 2010 - 27 décembre 2010
  - Membres :
    - Wade Barrett (leader)
    - David Otunga
    - Heath Slater
    - Justin Gabriel
    - Michael McGillicutty
    - Husky Harris
- 7e incarnation
  - Type de groupe : Clan
  - Activité : 27 décembre 2010 - 3 janvier 2011
  - Membres :
    - Wade Barrett (leader)
    - David Otunga
    - Heath Slater
    - Justin Gabriel
    - Michael McGillicutty
    - Husky Harris
    - CM Punk
- 8e incarnation
  - Type de groupe : Clan
  - Activité : 3 janvier 2011 - 10 janvier 2011
  - Membres :
    - CM Punk (leader)
    - David Otunga
    - Heath Slater
    - Justin Gabriel
    - Michael McGillicutty
    - Husky Harris
- 9e incarnation
  - Type de groupe : Clan
  - Activité : 10 janvier 2011 - 31 janvier 2011
  - Membres :
    - CM Punk (leader)
    - David Otunga
    - Mason Ryan
    - Michael McGillicutty
    - Husky Harris
- 10e incarnation
  - Type de groupe : Clan
  - Activité : 31 janvier 2011 - 27 juin 2011
  - Membres :
    - CM Punk (leader)
    - David Otunga
    - Mason Ryan
    - Michael McGillicutty
- 11e incarnation
  - Type de groupe : Clan
  - Activité : 27 juin 2011 - 17 juillet  2011
  - Membres :
    - CM Punk (leader)
    - David Otunga
    - Michael McGillicutty
- 12e incarnation
  - Type de groupe : Equipe
  - Activité : 17 juillet 2011 - 1er août 2011
  - Membres :
    - David Otunga
    - Michael McGillicutty
- 13e incarnation
  - Type de groupe : Clan
  - Activité : 31 août 2018 -....
  - Membres :
    - Tyrone Evans
    - PJ Black
    - Fred Rosser

## Caractéristiques

### Gimmick
The Nexus est un clan heel, les membres qui le composent jouent le rôle des « méchants », des « vilains ». Profitant de leur supériorité numérique, ils n'hésitent pas à attaquer violemment toute personne sur leur chemin, qu'il s'agisse de catcheurs, d'arbitres, de commentateurs ou de cadreurs. Ils usent de menaces et d'intimidation pour parvenir à leurs fins, notamment afin d'obtenir des matchs officiels ou de planifier des rencontres difficiles pour leurs adversaires.
Hors caméra, les partenaires de Wade Barrett ont reçu l'ordre de se montrer arrogants, de ne pas adresser la parole aux fans ou encore de ne pas leur signer d'autographes. La WWE souhaite ainsi que leur gimmick de catcheurs heel se poursuive dans la réalité,. Certains fans ont tout de même constaté que, malgré les recommandations de la WWE, lorsqu'ils demandent de poser avec eux, les catcheurs leur expliquent qu'ils ne peuvent pas pour le moment,. Côté vestimentaire, chaque membre du Nexus porte un brassard noir sur lequel est dessiné le logo du clan, à savoir un carré jaune dans lequel est inscrite l'initiale du mot « Nexus ». Si les catcheurs combattent torse nu, ils arborent lors de chaque apparition un tee-shirt noir frappé de ce symbole. Au dos du vêtement est inscrit « You're either Nexus or you're against us », phrase prononcée par Wade Barrett lors de l'édition de Raw du 13 juillet 2010. À partir du 10 janvier 2011, ils portent le même tee-shirt que CM Punk en noir et jaune.
Seul Chris Jericho s'est exprimé librement sur le groupe. Interviewé par un rédacteur de Slam Wrestling, un site Web rattaché à celui du Canadian Online Explorer, le catcheur canadien a indiqué que « la storyline impliquant The Nexus est une idée géniale ». Il a ajouté que « les membres du Nexus, pris séparément, ne signifient pas grand-chose, tandis qu'ensemble, ils forment la plus excitante storyline de l'été (2010) »,.

### Prises de finition

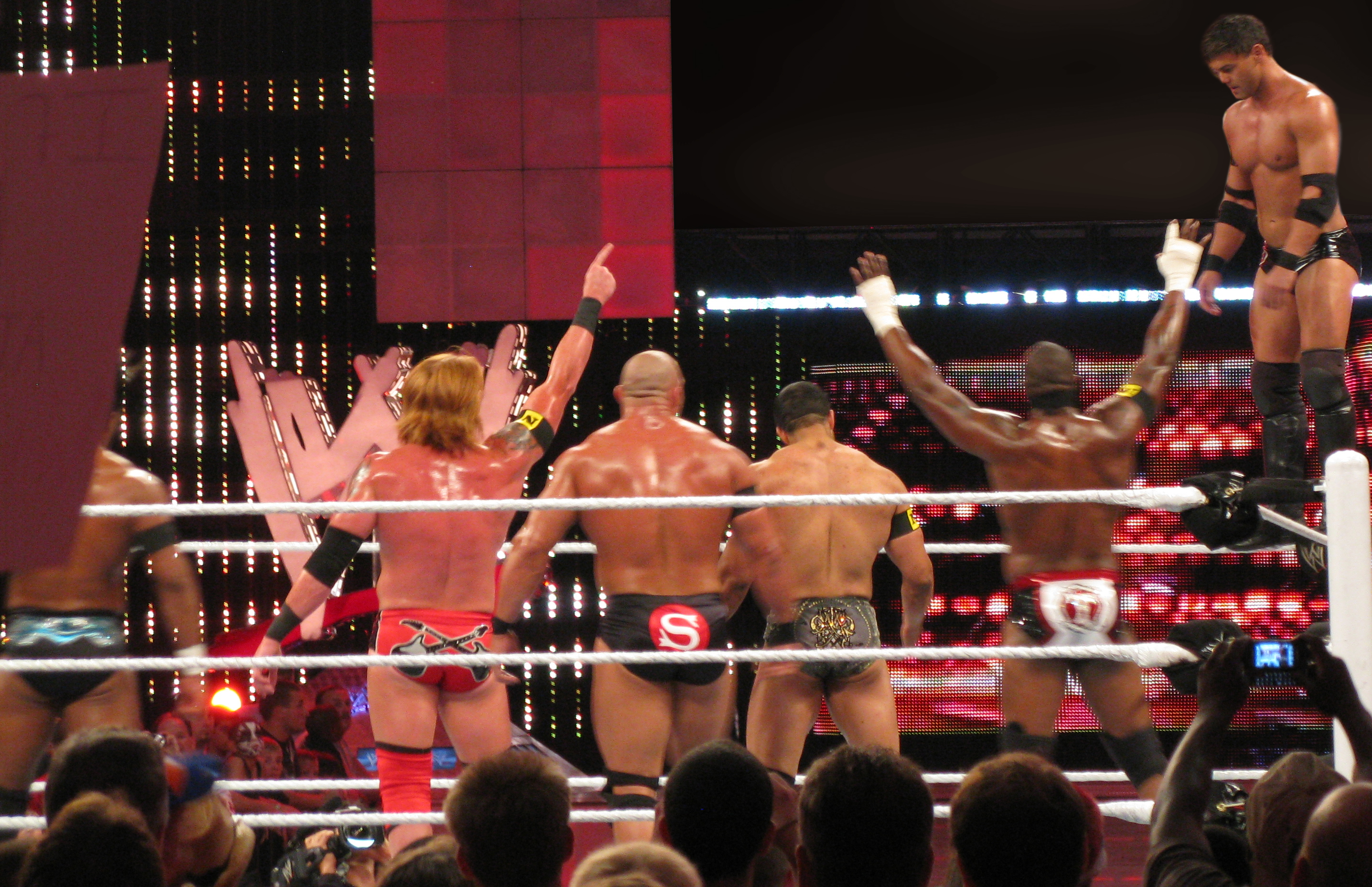
Justin Gabriel, debout sur la troisième corde du ring, s'apprête à effectuer son splash sur Ricky Steamboat.

| Catcheur             | Nom de la prise                 | Dénomination technique                 |
| -------------------- | ------------------------------- | -------------------------------------- |
| Wade Barrett         | Wasteland,                      | Fireman carry Argentine Powerslam      |
| Justin Gabriel       | 450e splash,                    | 450e splash                            |
| David Otunga         | The Verdict,                    | Thrust spinebuster                     |
| Heath Slater         | Sweetness                       | Jumping Neckbreaker                    |
| Skip Sheffield       | Running high-impact clothesline | Clothesline                            |
| Husky Harris         | Running senton,                 | Running senton                         |
| Michael McGillicutty | McGillicutter,                  | Running swinging neckbreaker           |
| CM Punk              | GTS (Go To Sleep)               | Fireman's Carry Single Knee Facebuster |

### Thèmes d'entrée
- Wild & Young par American Bang (utilisé à NXT)[132].
- We Are One par 12 Stones[133].
- This Fire Burns par Killswitch Engage (thème d'entrée de CM Punk).

## Palmarès
- Pro Wrestling Illustrated
  - PWI Feud of the Year (2010)[134], pour la rivalité entre The Nexus et la WWE.
  - PWI Most Hated Wrestler of the Year (2010)[135], décerné au clan « The Nexus ».
  - PWI Rookie of the Year (2010)[136], attribué à David Otunga.
- World Wrestling Entertainment
  - 1 fois WWE Championship - CM Punk.
  - NXT (saison 1) - Wade Barrett[6].
  - 3 fois WWE Tag Team Championship :
    - 1 fois John Cena et David Otunga[87].
    - 1 fois Heath Slater et Justin Gabriel[86].
    - 1 fois David Otunga et Michael McGillicutty.

  - Slammy Award du moment le plus choquant de l'année[137] (2010), pour les débuts de l'équipe à la WWE.